# Iphigenia
 (septembre 2021).
Si vous disposez d'ouvrages ou d'articles de référence ou si vous connaissez des sites web de qualité traitant du thème abordé ici, merci de compléter l'article en donnant les références utiles à sa vérifiabilité et en les liant à la section « Notes et références ».
Pour les articles homonymes, voir Iphigénie (homonymie).
Genre
Synonymes
- Aphoma Raf.[2]
- Fischeria Bernardi, 1860[3]
- Hypoxidopsis Steud. ex Baker[2]
- Notocles Salisb.[2]
- Profischeria Dall, 1903[3]

Iphigenia est un genre de plantes à fleurs de la famille des Colchicaceae dont les espèces se rencontrent en l'Afrique, à Madagascar et de l'Inde à l'Australie. Comme d'autres espèces de cette famille, ces plantes renferment des alcaloïdes dont la colchicine.

## Liste d'espèces
Selon World Checklist of Selected Plant Families (WCSP) (9 octobre 2021) :
- Iphigenia boinensis H.Perrier (1935) - Madagascar
- Iphigenia indica (L.) A.Gray ex Kunth (1833) - Inde, Chine, Nouvelle-Guinée, Australie
- Iphigenia magnifica Ansari & R.S.Rao (1978 publ. 1979) - Inde
- Iphigenia mysorensis Arekal & S.N.Ramaswamy (1972) - Inde
- Iphigenia oliveri Engl. (1892) - Afrique
- Iphigenia pallida Baker, J. Linn. Soc. (1879) - Inde
- Iphigenia pauciflora Martelli (1886) - Afrique
- Iphigenia robusta Baker, J. Linn. Soc. (1883) - Madagascar
- Iphigenia sahyadrica Ansari & R.S.Rao (1978 publ. 1979) - Inde
- Iphigenia socotrana Thulin (1995 publ. 1996)  - Afrique
- Iphigenia stellata Blatt. (1928) - Inde